# Glanges
Glanges – miejscowość i gmina we Francji, w regionie Nowa Akwitania, w departamencie Haute-Vienne. W 2013 roku liczba ludności gminy wynosiła 528 mieszkańców. 